# Nikolaj Alexejevič Zarudnyj
Nikolaj Alexejevič Zarudnyj (rusky Николай Алексеевич Зарудный, ukrajinsky Микола Олексійович Зарудний, 13. září 1859 Grjakovo, Charkovská gubernie – 17. března 1919 Taškent) byl ruský přírodovědec a cestovatel ukrajinského původu.
Pocházel z kozácké rodiny a vystudoval vojenskou školu v Orenburgu, kde později působil jako pedagog. Ve volném čase se věnoval studiu fauny Jižního Uralu, o níž vydal v roce 1888 svoji první odbornou práci. Od roku 1892 učil na kadetní škole v Pskově a od roku 1906 v Taškentu. Podnikl řadu výzkumných cest do oblasti okolo Kaspického moře, do Balúčistánu, pouště Kyzylkum a pohoří Ťan-šan. Popsal 238 druhů ptáků a založil taškentské zoologické muzeum. Ruská zeměpisná společnost mu udělila Medaili Převalského.
Zemřel nešťastnou náhodou, když se v muzeu omylem napil z láhve obsahující jed.
Jsou po něm pojmenovány živočišné druhy vrabec Zarudného, bělozubka Zarudnyova a pískomil afghánský (Meriones zarudnyi).